# 이슈타르의 부활
이슈타르의 부활(イシターの復活, The Return of Ishtar)은 남코가 1986년에 발매한 액션 RPG 아케이드 게임이다. 남코가 개발했던 드루아가의 탑의 후속작이자 바빌로니안 캐슬 사가 두번째 작품으로, 남코 시스템 86 기반으로 나왔다. 플레이스테이션으로 나온 남코 뮤지엄 Vol. 4에도 포함됐다.